# 克钦绒鼠
克钦绒鼠（学名：Eothenomys cachinus）为仓鼠科绒鼠属的动物。分布于緬甸東北部克欽邦和中国大陆，贵州、四川、云南等地，多生活于栖息于海拔2000-3000米左右的常绿阔叶林和稀树灌丛。该物种的模式产地在缅甸克欽邦。